# Хоккей на траве на летних юношеских Олимпийских играх 2018
Соревнования по хоккею на траве на летних юношеских Олимпийских играх 2018 года пройдут с 7 по 17 октября в парке Polideportivo Roca в Буэнос-Айресе, столицы Аргентины. Будут разыграны 2 комплекта наград: у юношей и девушек. В соревнованиях, согласно правилам, смогут принять участие спортсмены рождённые с 1 января 2000 года по 31 декабря 2003 года.

## История
Хоккей на траве является постоянным видом программы с самых первых юношеских Олимпийских игр 2010 года.
Программа соревнований не изменилась. 

## Квалификация
В общей сложности 24 команды будут участвовать у юношей и у девушек. 
12-я финальная команда была определена путем жеребьевки, где квалифицировались третьи лучшие команды континента. Если страна откажется, квота перейдет к третьей лучшей команде на другом континенте. Результаты жеребьевки (и приоритет) в турнире мальчиков было Океания > Азия - > Европа > Африка и Панамерика, а результаты турнира девочек Африка > Азия - > Европа > Океания > Пан Америки.
Для участия в Юношеских Олимпийских играх спортсмены должны родиться в период с 1 января 2000 года по 31 декабря 2003 года. Кроме того, страны (за исключением Аргентины) могут претендовать только на один командный вид спорта (пляжный гандбол, футзал, хоккей на траве или регби-7) для каждого пола.

## Календарь
| ЦО | Церемония открытия | ● | Квалификации | 2 | Финалы соревнований | ЦЗ | Церемония закрытия |

| Октябрь         | 06 Сб | 07 Вс | 08 Пн | 09 Вт | 10 Ср | 11 Чт | 12 Пт | 13 Сб | 14 Вс | 15 Пн | 16 Вт | 17 Ср | 18 Чт | Соревнования |
| --------------- | ----- | ----- | ----- | ----- | ----- | ----- | ----- | ----- | ----- | ----- | ----- | ----- | ----- | ------------ |
| Хоккей на траве | ●     | ●     | ●     | ●     | ●     | ●     | ●     | ●     | 2     |       |       |       | ●     | 2            |

## Медалисты
Сокращения: WYB — высшее мировое достижение среди юношей

## Медали
| Дисциплина | Золото    | Серебро | Бронза    |
| ---------- | --------- | ------- | --------- |
| Юноши      | Малайзия  | Индия   | Аргентина |
| Девушки    | Аргентина | Индия   | Китай     |